# Pazifische Hurrikansaison 2005

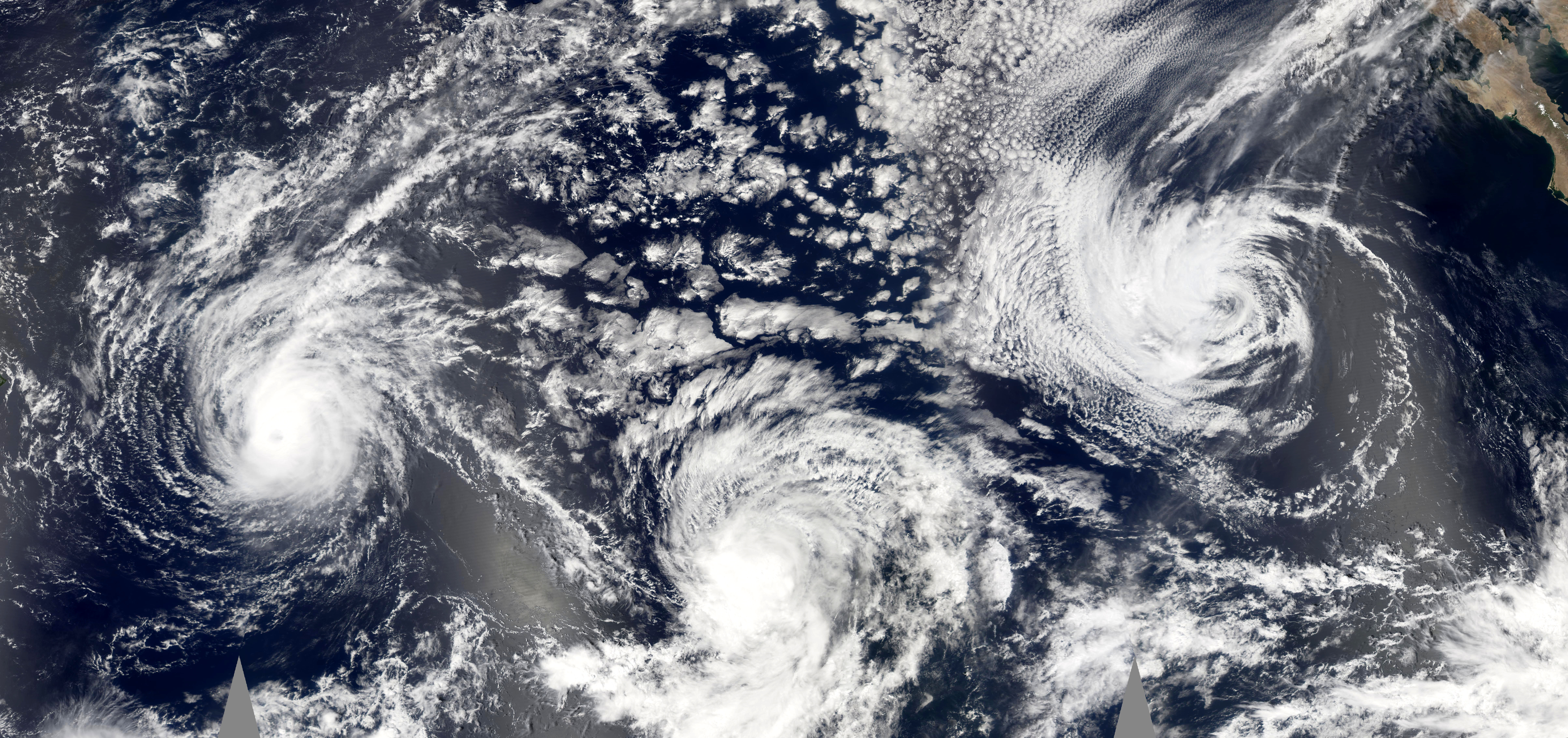
Dieses ungewöhnliche Mosaik besteht (von links nach rechts) aus dem Hurrikan Jova, Hurrikan Kenneth und dem Tropischen Sturm Max. Ganz rechts ist auch das sich später zum Tropischen Sturm Norma entwickelnde System erkennbar.

Die Pazifische Hurrikansaison begann offiziell am 15. Mai 2005 im östlichen und am 1. Juni im mittleren Pazifischen Ozean. Sie dauerte bis zum 30. November 2005. Diese Daten begrenzen konventionell den Abschnitt des Jahres, in dem sich im nordöstlichen Pazifik die meisten tropischen Wirbelstürme bilden. Die Saison hatte einen schnellen Start, weil sich das tropische Tiefdruckgebiet, aus dem dann Hurrikan Adrian wurde, schon am dritten Tag der Saison bildete. Adrian nahm einen sehr seltenen Kurs auf El Salvador zu und traf dann Honduras. Zwischen Juni und September war Dora der einzige Sturm, der eine erkennbare Gefahr für das Festland darstellte, als sie an der Küste Mexikos entlangzog. Kenneth näherte sich Hawaii als ein sich auflösendes Tiefdruckgebiet. Hurrikan Otis schien auf die Halbinsel Niederkalifornien zuzulaufen, drehte aber in nordnordwestliche Richtung und wanderte die Küste entlang, bevor er sich auflöste.

## Saisonvorausschau
Durch die National Oceanic and Atmospheric Administration wurde eine langsame Saison erwartet, die nur eine 10 %-Chance für eine überdurchschnittliche Sturmaktivität im östlichen Pazifik, aber eine 70 %-Chance für eine unterdurchschnittliche Aktivität aufwies. Die Prognose vor der Saison sagte voraus: elf bis fünfzehn tropische Stürme und sechs bis acht Hurrikane, davon zwei bis vier schwere (Kategorie 3 oder höher auf der Saffir-Simpson-Hurrikan-Windskala).
Die Prognose sagte für den mittleren Nordpazifik eine unterdurchschnittliche Saison voraus, in der nur zwei oder drei statt der üblichen vier bis fünf Stürme auftreten würden.

## Stürme

### Hurrikan Adrian
→ Hauptartikel: Hurrikan Adrian (2005)
Mit seiner Bildung am 17. Mai, nur zwei Tage nach Beginn der Hurrikansaison, war Adrian ein früher Sturm. Er verstärkte sich aus einem tropischen Tiefdruckgebiet etwa 700 km südwestlich von Guatemala und El Salvador. Er zog anfänglich nordwärts auf San Salvador zu und erreichte am Morgen des 19. Mai Hurrikanstärke, drehte aber dann nach Osten ab. Nachdem Adrian sich bereits vor der Küste zu einem tropischen Tiefdruckgebiet abgeschwächt hatte, löste es sich nach dem Landfall im Golf von Fonseca am 19. Mai über den Bergen von Honduras auf. Drei indirekte Todesfälle werden mit dem Sturm in Verbindung gebracht und ein direktes Opfer aufgrund von Sturzfluten.
Die nordöstlich gerichtete Zugbahn dieses Sturmes war äußerst ungewöhnlich. Nur vier tropische Systeme haben seit 1966 Guatemala oder El Salvador getroffen. Der einzige Sturm davon mit einem Namen war während der Pazifischen Hurrikansaison 1997 am 7. Juni 1997 Hurrikan Andres, dessen Landfall allerdings nur als tropisches Tief stattfand. Adrian war auch deswegen ungewöhnlich, weil er ziemlich früh in der Saison auftrat. Hurrikanstatus erreichen Systeme im Monat Mai nur einmal innerhalb von vier Jahren.
- NHC archive on Hurricane Adrian.
- NHC Tropical Cyclone Report on Hurricane Adrian (PDF; 715 kB).

### Tropischer Sturm Beatriz
Der erste tropische Sturm, der sich im östlichen Pazifischen Ozean seit Carlos im Jahre 2003 in einem Juni bildete, war Beatriz. Ein Tiefdruckgebiet bildete sich am 21. Juni 445 km südlich der mexikanischen Hafenstadt Zihuatanejo, Guerrero und erreicht die Stärke eines tropischen Sturmes am darauffolgenden Tag. Beatriz erreichte ihre Spitze mit Windgeschwindigkeiten um 80 km/h am 23. Juni. Sie zog langsam nach Westen und löste sich dann am Morgen des 24. Juni etwa 470 km von Cabo San Lucas an der Südspitze Niederkaliforniens entfernt auf, ohne jemals Land gefährdet zu haben.
- NHC archive on Tropical Storm Beatriz.
- NHC Tropical Cyclone Report on Tropical Storm Beatriz (PDF; 73 kB).

### Tropischer Sturm Calvin
Das Tropische Tiefdruckgebiet Drei-E bildete sich südlich von Mexiko und erreichte wenige Stunden nach seiner Bildung am 26. Juni den Status eines tropischen Sturms mit dem Namen Calvin. Für die Südküste Mexikos wurden im Abschnitt um Acapulco Sturmwarnungen ausgegeben, als Calvin langsam westwärts zog und am 27. Juni mit Windgeschwindigkeiten von 80 km/h seine Spitze erreichte, aber nachdem der Sturm am 28. Juni von der Küste abdrehte, wurden diese Warnungen widerrufen. Calvin schwächte sich im Tagesverlauf zu einem tropischen Tief ab und verlor während der folgenden Nacht seine tropischen Eigenschaften.
- NHC archive on Tropical Storm Calvin.
- NHC Tropical Cyclone Report on Tropical Storm Calvin (PDF; 127 kB).

### Tropischer Sturm Dora
Der aktive Saisonbeginn setzte sich mit dem Tropischen Tiefdruckgebiet Vier-E fort, das sich am 3. Juli südlich von Acapulco, Guerrero, aus einer tropischen Welle entwickelte. Als sich das System der mexikanischen Küste näherte wurden Warnungen ausgegeben. Am Nachmittag des 4. Juli verstärkte sich das System zu einem tropischen Sturm, als es sich 75 km westsüdwestlich von Acapulco befand. Der Sturm kam bis auf einige Kilometer an die Küste heran und lud auf der Region heftige Niederschläge ab, als er parallel zur Küste weiterzog. Nachdem er von der Küste abgedreht hat und sein Status am Mittag des 5. Juli auf ein tropisches Tiefdruckgebiet zurückfiel, wurden die Warnungen aufgehoben. Das System löste sich am Vormittag des 6. Juli endgültig auf.
- NHC archive on Tropical Storm Dora.
- NHC Tropical Cyclone Report on Tropical Storm Dora (PDF; 77 kB).

### Tropischer Sturm Eugene
Eugene bildete sich am 18. Juli aus einer tropischen Störung vor dem Mittelabschnitt der mexikanischen Küste und richtete sich nach Nordwesten und war einer der wenigen tropischen Stürme im pazifischen Becken, die zuvor nicht als tropisches Tiefdruckgebiet klassifiziert wurden. Anfänglich, wie bei den meisten Stürmen im östlichen Pazifischen Ozean, wurden keine öffentliche Ratschläge oder Warnungen ausgegeben, weil der Sturm Kurs auf die offene See nahm. Am 19. Juli kam der Sturm allerdings in Reichweite der Südspitze von Niederkalifornien und deswegen wurden für das Gebiet um Cabo San Lucas Sturmwarnungen für den größten Teil des Tages ausgerufen; der Sturm zog jedoch weiter, ohne die Küste beeinflusst zu haben.
- NHC archive on Tropical Storm Eugene.
- NHC Tropical Cyclone Report on Tropical Storm Eugene (PDF; 86 kB).

### Tropisches Tiefdruckgebiet Eins-C
Das erste tropische System im mittleren Pazifik bildete sich am 3. August ostsüdöstlich von Hawaiʻi, einen Monat später als sich dort das erste (und einzige) System im Jahr 2004 bildete. Es begann eine Zugbahn nach Westen, die es ein paar Tage später in den Bereich der Insel Oʻahu gebracht hätte. Ursprünglich war vorhergesagt worden, dass das Tief sich in einen tropischen Sturm intensivieren würde (seit Huko in der Pazifischen Hurrikansaison 2002 hatte sich im mittleren Pazifik kein tropischer Sturm entwickelt). Die Rechenmodelle änderten sich jedoch am nächsten Tag und wiesen nicht auf eine weitere Entwicklung hin. Kurz darauf, brach die Konvektion des Systems zusammen und das System verlor seine geschlossene Zirkulation, als es noch 1200 km von Hilo entfernt war.
- CPHC summary of Tropical Depression One-C.

### Hurrikan Fernanda
Das Tropische Tiefdruckgebiet Sechs-E bildete sich am 9. August aus einer Wetterstörung heraus, etwa 1100 km südsüdwestlich von Cabo San Lucas im mexikanischen Bundesstaat Baja California Sur. Es wurde später an dem Tag zum Tropischen Sturm Fernanda aufgestuft und am 11. August zum Hurrikan Fernanda. Das System lenkte seine Zugbahn in westnordwestliche Richtung in den offenen Pazifik hinaus. Am 14. August schwächte es sich über kälterem Wasser zu einem tropischen Sturm und am Tag darauf zu einem tropischen Tiefdruckgebiet ab. An diesem Tage löste es sich vollkommen auf, etwa 2650 km südwestlich der Südspitze Niederkaliforniens.
- NHC archive on Hurricane Fernanda.
- NHC Tropical Cyclone Report on Hurricane Fernanda (PDF; 150 kB).

### Tropischer Sturm Greg
Das Tropische Tiefdruckgebiet Sieben-E bildete sich am 11. August 1100 km südlich von Cabo San Lucas und wurde einige Stunden später zum Tropischen Sturm Greg aufgestuft. Obwohl sich Greg nur 1200 km von Hurrikan Fernanda entfernt befand, zeigte das System keinerlei Anzeichen einer Abdrängung nach Norden, sondern folgte Fernanda westwärts auf den Pazifik hinaus. Greg verlor den Hurrikanstatus am 14. August und blieb fast stationär. Greg wurde bei einer langsamen Westwärtsdrift am 15. August durch Windscherungen zerstört.
- NHC archive on Tropical Storm Greg.
- NHC Tropical Cyclone Report on Tropical Storm Greg (PDF; 94 kB).

### Hurrikan Hilary
Eine tropische Welle, die mit der Bildung von Hilary in Verbindung gebracht wird, löste sich am 4. August von der westafrikanischen Küste. Diese Welle besaß anfänglich eine ausgeprägte Konvektion, die sich aber schnell verlor, als das System über den östlichen Teil des tropischen Atlantischen Ozeans wanderte. Die Welle setzte ihren westwärts gerichteten Weg fort, ohne sich wesentlich zu entwickeln oder auszubilden. Sie zog dann über den Norden Südamerikas hinweg und erreicht den nördlichen Pazifischen Ozean am 17. August. Eine Zirkulation in mittlerer Höhe und Konvektion bildete die Welle, als sie sich am 18. August südlich von Guatemala befand. Die Bildungsbemühungen des Systems dauerten an, aber ohne Definition eines gut etablierten Zirkulationszentrum an der Wasseroberfläche.
Am 19. August entstand schließlich das Tropische Tiefdruckgebiet Acht-E südlich des Isthmus von Tehuantepec, 225 km südlich von Puerto Angel, Mexiko. Am späten Abend verstärkte sich das Tief zu einem tropischen Sturn. Hilary erreichte 24 Stunden später Hurrikanstärke. Auf ihrem Kurs parallel zur mexikanischen Küste und von dieser etwa 480 Kilometer von dieser entfernt, erreichte sie am Abend des 21. Augustes die Kategorie 2 auf der Saffir-Simpson-Hurrikan-Windskala. An der Küste erreichten Böen zeitweise die Stärke eines tropischen Sturmes und eine Zeit lang wurden Sturmwarnungen ausgegeben. Hilary löste sich am 25. August auf, kurz nachdem der Hurrikan sich zu einem tropischen Sturm abgeschwächt hatte.
- NHC archive on Hurricane Hilary.
- NHC Tropical Cyclone Report on Hurricane Hilary (PDF; 231 kB).

### Tropischer Sturm Irwin
Am 25. August bildete sich südwestlich der mexikanischen Hafenstadt Manzanillo, Colima das Tropische Tiefdruckgebiet Neun-E. Es entstand aus den Resten einer Welle, die sich im Atlantischen Ozean vom Tropischen Tiefdrucksystem Zehn abspaltete (der andere Teil der Welle entwickelte sich zum Hurrikan Katrina) und dann Mittelamerika überquerte. Das System intensivierte sich zum Tropischen Sturm Irwin, der am nächsten mit 85 km/h seinen Höhepunkt erreichte. Obwohl Irwin fast genau nach Westen über wärmeres Wasser zog, traf er auf Windscherungen, schwächte sich ab und löste sich am 28. August auf.
- NHC archive on Tropical Storm Irwin.
- NHC Tropical Cyclone Report on Tropical Storm Irwin (PDF; 87 kB).

### Hurrikan Jova
Nach einer Phase von zwei Wochen der Ruhe bildete sich am 11. September ein gutes Stück südsüdwestlich von Niederkalifornien das Tropische Tiefdruckgebiet Zehn-E und steuerte fast genau einen westlichen Kurs. Spät am 14. September verstärkte sich das Tief und wurde zum Tropischen Sturm Jova erklärt. Nach weiterer Intensivierung erreichte Jova am 16. September den Status eines Hurrikans und überquerte am 18. September den 140. westlichen Längengrad ins mittelpazifische Becken. Nach fast zwei Jahren war dies der erste Hurrikan im Verantwortungsbereich des Central Pacific Hurricane Center. Jova intensivierte sich zügig zu einem schweren Hurrikan, dem ersten im mittleren Pazifik seit Ele während der pazifischen Hurrikansaison 2002. Jova schwächte sich nordöstlich von Hawaiʻi ab, wurde am 22. September nur noch als tropischer Sturm klassifiziert und am 23. September zum tropischen Tiefdruckgebiet abgestuft, bevor sich das System am 24. September ganz auflöste.
- NHC archive on Hurricane Jova.
- CPHC summary of Hurricane Jova.
- NHC Tropical Cyclone Report on Hurricane Jova (PDF; 399 kB).

### Hurrikan Kenneth
Ein Gebiet mit einer Wetterstörung entwickelte sich am 14. September zum Tropischen Tiefdruckgebiet Elf-E. Wiederum befand sich das Tiefdruckgebiet ein gutes Stück südsüdwestlich von Niederkalifornien, als es sich lediglich 970 km östlich des Tiefdruckgebietes Zehn-E bildete. Das System fand allerdings bessere Bedingungen vor, als sein westlicher Nachbar und wurde schon zwölf Stunden nach seiner Bildung zum Tropischen Sturm Kenneth aufgestuft. Kenneth verstärkte sich etwas später am selben Tag zu einem Hurrikan und setzte diese Intensivierung fort. Am 17. September wurde Kenneth mit dem Erreichen der Kategorie 3 der erste schwere Hurrikan der Saison und entwickelte sich dann zum stärksten Hurrikan des Jahres im östlichen Pazifik. Seinen Höhepunkt erreichte Kenneth mit andauernden Winden von 215 km/h in der Kategorie 4 der Saffir-Simpson-Hurrikan-Windskala. Am 19. September begann Kenneths Abschwächung und am 20. September war Kenneth nur noch in der Stärke eines tropischen Sturms. Trotzdem konnte Kenneth erneut an Intensität gewinnen, sodass er am 24. September nochmals die Stärke eines Hurrikans in der Kategorie 1 erreichte und sehr spät am 25. September überquerte er den 140. westlichen Längengrad und wurde damit der zweite Hurrikan der Saison, der vom östlichen in den mittleren Pazifik gelangte. Er fiel dann wieder in der Einstufung zu einem tropischen Sturm zurück und schwächte sich am 29. September weniger als 650 km östlich von Hawaiʻi zu einem tropischen Tiefdruckgebiet ab. Das System kam bis auf 80 km an Big Island heran, bevor er sich zu einer offenen Welle auflöste. Seit dem Tropischen Tiefdruckgebiet Eugene während der Pazifischen Hurrikansaison 1993 war kein tropischer Wirbelsturm mehr direkt über die Inselgruppe hinweggezogen. 150 bis 300 mm Niederschlag wurde von manchen Stationen auf Hawaiʻi im Zusammenhang mit Kenneth gemeldet.
- NHC archive on Hurricane Kenneth.
- CPHC summary of Hurricane Kenneth.
- NHC Tropical Cyclone Report on Hurricane Kenneth (PDF; 204 kB).

### Tropischer Sturm Lidia
Eine tropische Welle, die sich von der Küste Afrikas Ende August löste, zeigte Anzeichen einer Entwicklung, als sie den Atlantik überquerte, bildete aber dort keine tropische Zirkulation aus. Nachdem sie den Isthmus von Tehuantepec ins pazifische Becken überquert hatte, organisierte sie sich besser und wurde am 17. September zum Tropischen Tiefdruckgebiet Zwölf-E. Es war das dritte Tiefdruckgebiet, das sich in schneller Folge südsüdwestlich von Niederkalifornien gebildet hatte und dies geschah in weniger als 1300 km Abstand zu Hurrikan Kenneth. Das Tief intensivierte sich später an diesem Tag zum Tropischen Sturm Lidia, wurde aber am darauffolgenden Tag von einem neuen und größeren System, dem Tropischen Tiefdruckgebiet Dreizehn-E (dem späteren Hurrikan Max), vom Kurs abgebracht und schwächte sich daraufhin ab. Am 19. September wurde Lidia vollständig durch die Zirkulation von Max absorbiert.
- NHC archive on Tropical Storm Lidia.
- NHC Tropical Cyclone Report on Tropical Storm Lidia (PDF; 48 kB).

### Hurrikan Max
Das Tropische Tiefdruckgebiet Dreizehn-E bildete sich am 18. September 800 km südsüdwestlich der Südspitze Niederkaliforniens. Es war ausreichend nahe an Lidia, um diesen früheren und schwächeren Sturm schnell nach Norden abzudrängen. Das System intensivierte sich innerhalb weniger Stunden zum Tropischen Sturm Max und absorbierte die Reste des inzwischen zum Tropischen Tiefdruckgebiet Lidia abgeschwächten Systems. Am Nachmittag des 19. September wurde der tropische Sturm zum Hurrikan aufgestuft. Das System begann sich kurz darauf abzuschwächen, und Max löste sich in den Morgenstunden des 22. Septembers auf.
Das Zusammengehen von zwei Wirbelstürmen oder Absorbieren eines durch einen anderen sind im Verantwortungsbereich des National Hurricane Centers vollkommen ungewöhnliche Vorgänge. Der letzte bekannte Fall davor ereignete sich im nördlichen Pazifik, als im September 2001 der Tropische Sturm Henriette durch Hurrikan Gil absorbiert wurde.
- NHC archive on Hurricane Max.
- NHC Tropical Cyclone Report on Hurricane Max (PDF; 187 kB).

### Tropischer Sturm Norma
Das Tropische Tiefdruckgebiet Vierzehn-E bildete sich am 22. September etwa 640 km südwestlich der mexikanischen Hafenstadt Manzanillo im Bundesstaat Colima, knapp vierundzwanzig Stunden, nachdem vor der Bildung eines tropischen Wirbelsturmes gewarnt wurde. Vier Stunden später hatte sich das Tief zum Tropischen Sturm Norma entwickelt, der allerdings zu keiner Zeit Land gefährdete und am 27. September gab das NHC um 9:00 Uhr UTC seine letzte Warnung zu diesem System aus.
- NHC archive on Tropical Storm Norma.
- NHC Tropical Cyclone Report on Tropical Storm Norma (PDF; 94 kB).

### Hurrikan Otis
Das Tropische Tiefdruckgebiet Fünfzehn-E bildete sich am 28. September 130 Seemeilen südsüdwestlich von Manzanillo. Es entstand aus einem Ableger einer tropischen Welle, die im atlantischen Becken zum Hurrikan Philippe wurde. Vierundzwanzig Stunden später wurde das System zum Tropischen Sturm Otis aufgestuft und am Morgen des 30. September zu einem Hurrikan, der seine Spitze am 1. Oktober mit Windgeschwindigkeiten von 170 km/h in der Kategorie 2 erreichte, bevor er sich bei seiner langsamen Drift nordwärts wieder abschwächte.
Am 2. Oktober drehte sich der Sturm in nordnordwestlicher Richtung von Niederkalifornien weg, statt weiter an der Küste entlang zu ziehen. Kurz darauf wurde das System zu einem tropischen Tiefdruckgebiet zurückgestuft und am 3. Oktober gab das NHC seine letzte Warnung aus.
- NHC archive on Hurricane Otis.
- NHC Tropical Cyclone Report on Hurricane Otis (PDF; 143 kB).

### Tropisches Tiefdruckgebiet Sechzehn-E
Das Tropische Tiefdruckgebiet Sechzehn-E bildete sich etwa 400 Seemeilen südlich der mexikanischen Stadt Acapulco im Bundesstaat Guerrero am späten Abend der 14. Oktobers. Obwohl die ursprünglichen Voraussagen davon ausgingen, dass das Tiefdruckgebiet sich intensivieren würde, konnte sich das System nicht ausreichend organisieren, um sich zu einem tropischen Sturm zu entwickeln. Stattdessen sah es so aus, als würde das Tiefdruckgebiet sich wieder auflösen. Am 18. Oktober wurden die Sturmwarnungen nicht mehr fortgeführt, jedoch am nächsten Tag wieder aufgenommen, als das Tief seine Konvektion wieder aufnahm. Das System versuchte sich zu entwickeln, aber das Vorhandensein von relativ trockener Luft verhinderte eine andauernde Konvektion. Zum zweiten Mal wurde am 20. Oktober um 21:00 UTC für das System eine letzte Warnung ausgegeben. Die Reste des Tiefdruckgebietes wurden am Tag darauf von der innertropischen Konvergenzzone absorbiert.
- NHC archive on Tropical Depression Sixteen-E.
- NHC Tropical Cyclone Report on Tropical Depression Sixteen-E (PDF; 155 kB).

## Sturmnamen
Die folgenden Namen wurden für die Benennung der Stürme verwendet, die sich im nordöstlichen Pazifischen Ozean im Jahre 2005 gebildet haben. Dabei handelt es sich um dieselbe Liste, die auch schon während der pazifischen Hurrikansaison 1999 verwendet wurde. Es wurden keine Namen aus dem Namensbereich des mittleren Pazifischen Ozeans verwendet. Von der World Meteorological Organization wurde im Frühjahr 2006 keiner der Namen gestrichen, und deswegen wurde diese Liste unverändert während der pazifischen Hurrikansaison 2011 wiederverwendet. Die folgenden Namen wurden im östlichen pazifischen Becken für benannte Stürme benutzt:
Adrian, Beatriz, Calvin, Dora, Eugene, Fernanda, Greg, Hilary, Irwin, Jova, Kenneth, Lidia, Max, Norma, Otis
Nicht mehr zur Anwendung kamen:
Pilar, Ramon, Selma, Todd, Veronica, Wiley, Xina, York, Zelda